# Stazione di Priesterweg
La stazione di Priesterweg è una stazione ferroviaria di Berlino. Sita nel quartiere di Schöneberg, prende il nome dalla strada denominata Priesterweg.
La stazione è posta sotto tutela monumentale (Denkmalschutz).

## Strutture e impianti
Il fabbricato viaggiatori, costruito dal 1927 al 1928 su progetto di Günther Lüttich, è un piccolo edificio a due piani con le pareti esterne rivestite in klinker secondo lo stile dell'epoca.

## Movimento
La stazione è servita dalle linee S 2 e S 25 della S-Bahn.

## Interscambi
- Fermata autobus